# Tears on My Pillow
"Tears on My Pillow" er en sang skrevet af Sylvester Bradford og Al Lewis i 1958. Sangen blev først indspillet og udgivet af Little Anthony and the Imperials. Sangen har haft mange coverversioner, herunder en version af Kylie Minogue.

## Kylie Minogue-version
"Tears on My Pillow" blev udgivet som den fjerde og sidste single fra albummet Enjoy Yourself (1989). Sangen blev udgivet i november 1989 i Australien og i januar 1990 i Europa. Denne coverversion blev også inkluderet i soundtracket til filmen The Delinquents. Sangen nåede førstepladsen på UK Singles Chart for en uge i januar 1990 og nåede nummer 35 i Canada. B-siden "We Know the Meaning of Love" nåede førstepladsen i Sverige.

## Format og sporliste
CD single
1. "Tears on My Pillow" – 2:33
2. "We Know the Meaning of Love" (Extended Mix) – 5:50
3. "Tears on My Pillow" (More Tears Mix) – 4:14

7" vinyl single
1. "Tears on My Pillow" – 2:28
2. "We Know the Meaning of Love" – 3:25

12" vinyl single
1. "Tears on My Pillow" (More Tears Mix) – 4:14
2. "We Know the Meaning of Love" (Extended Mix) – 5:50

Amerikansk og Kanadisk kassette
1. "Tears on My Pillow" – 2:33
2. "Nothing to Lose" – 3:20

## Hitlister
| Hitliste                            | Placering |
| ----------------------------------- | --------- |
| Australien (ARIA Charts)            | 20        |
| Belgien (Ultratop)                  | 9         |
| Canada (Canadian Singles Chart)     | 35        |
| Nederlandene (Dutch Singles Chart)  | 20        |
| Europa (Eurochart Hot 100)          | 2         |
| Tyskland (Media Control Charts)     | 31        |
| Irland (IRMA)                       | 2         |
| New Zealand (RIANZ)                 | 33        |
| Slovenien (Slovenian Singles Chart) | 1         |
| Sverige (Sverigetopplistan)         | 3         |
| Storbritannien (UK Singles Chart)   | 1         |